# Unicodeblock Masaram Gondi
Der Unicodeblock Masaram Gondi (U+11D00 bis U+11D5F) enthält die gleichnamige Schrift, welche 1918 von Munshi Mangal Singh Masaram zum Schreiben von Gondi entwickelt wurde.

## Tabelle
Der Block ist erst mit Standard 10.0.0 definiert und deshalb dürfte es bisher kaum Fonts für die Darstellung geben.
| Unicodenummer   | Zeichen (400 %) | Kategorie                               | Bidirektionale Klasse       | Offizielle Bezeichnung             | Beschreibung                             |
| --------------- | --------------- | --------------------------------------- | --------------------------- | ---------------------------------- | ---------------------------------------- |
| U+11D00 (72960) | 𑴀               | anderer Buchstabe, Silbe oder Ideogramm | links nach rechts           | MASARAM GONDI LETTER A             | Masaram-Gondi-Buchstabe A                |
| U+11D01 (72961) | 𑴁               | anderer Buchstabe, Silbe oder Ideogramm | links nach rechts           | MASARAM GONDI LETTER AA            | Masaram-Gondi-Buchstabe Aa               |
| U+11D02 (72962) | 𑴂               | anderer Buchstabe, Silbe oder Ideogramm | links nach rechts           | MASARAM GONDI LETTER I             | Masaram-Gondi-Buchstabe I                |
| U+11D03 (72963) | 𑴃               | anderer Buchstabe, Silbe oder Ideogramm | links nach rechts           | MASARAM GONDI LETTER II            | Masaram-Gondi-Buchstabe Ii               |
| U+11D04 (72964) | 𑴄               | anderer Buchstabe, Silbe oder Ideogramm | links nach rechts           | MASARAM GONDI LETTER U             | Masaram-Gondi-Buchstabe U                |
| U+11D05 (72965) | 𑴅               | anderer Buchstabe, Silbe oder Ideogramm | links nach rechts           | MASARAM GONDI LETTER UU            | Masaram-Gondi-Buchstabe Uu               |
| U+11D06 (72966) | 𑴆               | anderer Buchstabe, Silbe oder Ideogramm | links nach rechts           | MASARAM GONDI LETTER E             | Masaram-Gondi-Buchstabe E                |
| U+11D08 (72968) | 𑴈               | anderer Buchstabe, Silbe oder Ideogramm | links nach rechts           | MASARAM GONDI LETTER AI            | Masaram-Gondi-Buchstabe Ai               |
| U+11D09 (72969) | 𑴉               | anderer Buchstabe, Silbe oder Ideogramm | links nach rechts           | MASARAM GONDI LETTER O             | Masaram-Gondi-Buchstabe O                |
| U+11D0B (72971) | 𑴋               | anderer Buchstabe, Silbe oder Ideogramm | links nach rechts           | MASARAM GONDI LETTER AU            | Masaram-Gondi-Buchstabe Au               |
| U+11D0C (72972) | 𑴌               | anderer Buchstabe, Silbe oder Ideogramm | links nach rechts           | MASARAM GONDI LETTER KA            | Masaram-Gondi-Buchstabe Ka               |
| U+11D0D (72973) | 𑴍               | anderer Buchstabe, Silbe oder Ideogramm | links nach rechts           | MASARAM GONDI LETTER KHA           | Masaram-Gondi-Buchstabe Kha              |
| U+11D0E (72974) | 𑴎               | anderer Buchstabe, Silbe oder Ideogramm | links nach rechts           | MASARAM GONDI LETTER GA            | Masaram-Gondi-Buchstabe Ga               |
| U+11D0F (72975) | 𑴏               | anderer Buchstabe, Silbe oder Ideogramm | links nach rechts           | MASARAM GONDI LETTER GHA           | Masaram-Gondi-Buchstabe Gha              |
| U+11D10 (72976) | 𑴐               | anderer Buchstabe, Silbe oder Ideogramm | links nach rechts           | MASARAM GONDI LETTER NGA           | Masaram-Gondi-Buchstabe Nga              |
| U+11D11 (72977) | 𑴑               | anderer Buchstabe, Silbe oder Ideogramm | links nach rechts           | MASARAM GONDI LETTER CA            | Masaram-Gondi-Buchstabe Ca               |
| U+11D12 (72978) | 𑴒               | anderer Buchstabe, Silbe oder Ideogramm | links nach rechts           | MASARAM GONDI LETTER CHA           | Masaram-Gondi-Buchstabe Cha              |
| U+11D13 (72979) | 𑴓               | anderer Buchstabe, Silbe oder Ideogramm | links nach rechts           | MASARAM GONDI LETTER JA            | Masaram-Gondi-Buchstabe Ja               |
| U+11D14 (72980) | 𑴔               | anderer Buchstabe, Silbe oder Ideogramm | links nach rechts           | MASARAM GONDI LETTER JHA           | Masaram-Gondi-Buchstabe Jha              |
| U+11D15 (72981) | 𑴕               | anderer Buchstabe, Silbe oder Ideogramm | links nach rechts           | MASARAM GONDI LETTER NYA           | Masaram-Gondi-Buchstabe Nya              |
| U+11D16 (72982) | 𑴖               | anderer Buchstabe, Silbe oder Ideogramm | links nach rechts           | MASARAM GONDI LETTER TTA           | Masaram-Gondi-Buchstabe Tta              |
| U+11D17 (72983) | 𑴗               | anderer Buchstabe, Silbe oder Ideogramm | links nach rechts           | MASARAM GONDI LETTER TTHA          | Masaram-Gondi-Buchstabe Ttha             |
| U+11D18 (72984) | 𑴘               | anderer Buchstabe, Silbe oder Ideogramm | links nach rechts           | MASARAM GONDI LETTER DDA           | Masaram-Gondi-Buchstabe Dda              |
| U+11D19 (72985) | 𑴙               | anderer Buchstabe, Silbe oder Ideogramm | links nach rechts           | MASARAM GONDI LETTER DDHA          | Masaram-Gondi-Buchstabe Ddha             |
| U+11D1A (72986) | 𑴚               | anderer Buchstabe, Silbe oder Ideogramm | links nach rechts           | MASARAM GONDI LETTER NNA           | Masaram-Gondi-Buchstabe Nna              |
| U+11D1B (72987) | 𑴛               | anderer Buchstabe, Silbe oder Ideogramm | links nach rechts           | MASARAM GONDI LETTER TA            | Masaram-Gondi-Buchstabe Ta               |
| U+11D1C (72988) | 𑴜               | anderer Buchstabe, Silbe oder Ideogramm | links nach rechts           | MASARAM GONDI LETTER THA           | Masaram-Gondi-Buchstabe Tha              |
| U+11D1D (72989) | 𑴝               | anderer Buchstabe, Silbe oder Ideogramm | links nach rechts           | MASARAM GONDI LETTER DA            | Masaram-Gondi-Buchstabe Da               |
| U+11D1E (72990) | 𑴞               | anderer Buchstabe, Silbe oder Ideogramm | links nach rechts           | MASARAM GONDI LETTER DHA           | Masaram-Gondi-Buchstabe Dha              |
| U+11D1F (72991) | 𑴟               | anderer Buchstabe, Silbe oder Ideogramm | links nach rechts           | MASARAM GONDI LETTER NA            | Masaram-Gondi-Buchstabe Na               |
| U+11D20 (72992) | 𑴠               | anderer Buchstabe, Silbe oder Ideogramm | links nach rechts           | MASARAM GONDI LETTER PA            | Masaram-Gondi-Buchstabe Pa               |
| U+11D21 (72993) | 𑴡               | anderer Buchstabe, Silbe oder Ideogramm | links nach rechts           | MASARAM GONDI LETTER PHA           | Masaram-Gondi-Buchstabe Pha              |
| U+11D22 (72994) | 𑴢               | anderer Buchstabe, Silbe oder Ideogramm | links nach rechts           | MASARAM GONDI LETTER BA            | Masaram-Gondi-Buchstabe Ba               |
| U+11D23 (72995) | 𑴣               | anderer Buchstabe, Silbe oder Ideogramm | links nach rechts           | MASARAM GONDI LETTER BHA           | Masaram-Gondi-Buchstabe Bha              |
| U+11D24 (72996) | 𑴤               | anderer Buchstabe, Silbe oder Ideogramm | links nach rechts           | MASARAM GONDI LETTER MA            | Masaram-Gondi-Buchstabe Ma               |
| U+11D25 (72997) | 𑴥               | anderer Buchstabe, Silbe oder Ideogramm | links nach rechts           | MASARAM GONDI LETTER YA            | Masaram-Gondi-Buchstabe Ya               |
| U+11D26 (72998) | 𑴦               | anderer Buchstabe, Silbe oder Ideogramm | links nach rechts           | MASARAM GONDI LETTER RA            | Masaram-Gondi-Buchstabe Ra               |
| U+11D27 (72999) | 𑴧               | anderer Buchstabe, Silbe oder Ideogramm | links nach rechts           | MASARAM GONDI LETTER LA            | Masaram-Gondi-Buchstabe La               |
| U+11D28 (73000) | 𑴨               | anderer Buchstabe, Silbe oder Ideogramm | links nach rechts           | MASARAM GONDI LETTER VA            | Masaram-Gondi-Buchstabe Va               |
| U+11D29 (73001) | 𑴩               | anderer Buchstabe, Silbe oder Ideogramm | links nach rechts           | MASARAM GONDI LETTER SHA           | Masaram-Gondi-Buchstabe Sha              |
| U+11D2A (73002) | 𑴪               | anderer Buchstabe, Silbe oder Ideogramm | links nach rechts           | MASARAM GONDI LETTER SSA           | Masaram-Gondi-Buchstabe Ssa              |
| U+11D2B (73003) | 𑴫               | anderer Buchstabe, Silbe oder Ideogramm | links nach rechts           | MASARAM GONDI LETTER SA            | Masaram-Gondi-Buchstabe Sa               |
| U+11D2C (73004) | 𑴬               | anderer Buchstabe, Silbe oder Ideogramm | links nach rechts           | MASARAM GONDI LETTER HA            | Masaram-Gondi-Buchstabe Ha               |
| U+11D2D (73005) | 𑴭               | anderer Buchstabe, Silbe oder Ideogramm | links nach rechts           | MASARAM GONDI LETTER LLA           | Masaram-Gondi-Buchstabe Lla              |
| U+11D2E (73006) | 𑴮               | anderer Buchstabe, Silbe oder Ideogramm | links nach rechts           | MASARAM GONDI LETTER KSSA          | Masaram-Gondi-Buchstabe Kssa             |
| U+11D2F (73007) | 𑴯               | anderer Buchstabe, Silbe oder Ideogramm | links nach rechts           | MASARAM GONDI LETTER JNYA          | Masaram-Gondi-Buchstabe Jnya             |
| U+11D30 (73008) | 𑴰               | anderer Buchstabe, Silbe oder Ideogramm | links nach rechts           | MASARAM GONDI LETTER TRA           | Masaram-Gondi-Buchstabe Tra              |
| U+11D31 (73009) | 𑴱                | Markierung ohne Extrabreite             | Markierung ohne Extrabreite | MASARAM GONDI VOWEL SIGN AA        | Masaram-Gondi-Vokalzeichen Aa            |
| U+11D32 (73010) | 𑴲                | Markierung ohne Extrabreite             | Markierung ohne Extrabreite | MASARAM GONDI VOWEL SIGN I         | Masaram-Gondi-Vokalzeichen I             |
| U+11D33 (73011) | 𑴳                | Markierung ohne Extrabreite             | Markierung ohne Extrabreite | MASARAM GONDI VOWEL SIGN II        | Masaram-Gondi-Vokalzeichen Ii            |
| U+11D34 (73012) | 𑴴                | Markierung ohne Extrabreite             | Markierung ohne Extrabreite | MASARAM GONDI VOWEL SIGN U         | Masaram-Gondi-Vokalzeichen U             |
| U+11D35 (73013) | 𑴵                | Markierung ohne Extrabreite             | Markierung ohne Extrabreite | MASARAM GONDI VOWEL SIGN UU        | Masaram-Gondi-Vokalzeichen Uu            |
| U+11D36 (73014) | 𑴶                | Markierung ohne Extrabreite             | Markierung ohne Extrabreite | MASARAM GONDI VOWEL SIGN VOCALIC R | Masaram-Gondi-Vokalzeichen vokalisches R |
| U+11D3A (73018) | 𑴺                | Markierung ohne Extrabreite             | Markierung ohne Extrabreite | MASARAM GONDI VOWEL SIGN E         | Masaram-Gondi-Vokalzeichen E             |
| U+11D3C (73020) | 𑴼                | Markierung ohne Extrabreite             | Markierung ohne Extrabreite | MASARAM GONDI VOWEL SIGN AI        | Masaram-Gondi-Vokalzeichen Ai            |
| U+11D3D (73021) | 𑴽                | Markierung ohne Extrabreite             | Markierung ohne Extrabreite | MASARAM GONDI VOWEL SIGN O         | Masaram-Gondi-Vokalzeichen O             |
| U+11D3F (73023) | 𑴿                | Markierung ohne Extrabreite             | Markierung ohne Extrabreite | MASARAM GONDI VOWEL SIGN AU        | Masaram-Gondi-Vokalzeichen Au            |
| U+11D40 (73024) | 𑵀                | Markierung ohne Extrabreite             | Markierung ohne Extrabreite | MASARAM GONDI SIGN ANUSVARA        | Masaram-Gondi-Zeichen Anusvara           |
| U+11D41 (73025) | 𑵁                | Markierung ohne Extrabreite             | Markierung ohne Extrabreite | MASARAM GONDI SIGN VISARGA         | Masaram-Gondi-Zeichen Visarga            |
| U+11D42 (73026) | 𑵂                | Markierung ohne Extrabreite             | Markierung ohne Extrabreite | MASARAM GONDI SIGN NUKTA           | Masaram-Gondi-Zeichen Nukta              |
| U+11D43 (73027) | 𑵃                | Markierung ohne Extrabreite             | Markierung ohne Extrabreite | MASARAM GONDI SIGN CANDRA          | Masaram-Gondi-Zeichen Candra             |
| U+11D44 (73028) | 𑵄                | Markierung ohne Extrabreite             | Markierung ohne Extrabreite | MASARAM GONDI SIGN HALANTA         | Masaram-Gondi-Zeichen Halanta            |
| U+11D45 (73029) | 𑵅                | Markierung ohne Extrabreite             | Markierung ohne Extrabreite | MASARAM GONDI VIRAMA               | Masaram-Gondi-Virama                     |
| U+11D46 (73030) | 𑵆               | anderer Buchstabe, Silbe oder Ideogramm | links nach rechts           | MASARAM GONDI REPHA                | Masaram-Gondi-Repha                      |
| U+11D47 (73031) | 𑵇                | Markierung ohne Extrabreite             | Markierung ohne Extrabreite | MASARAM GONDI RA-KARA              | Masaram-Gondi-Ra-kara                    |
| U+11D50 (73040) | 𑵐               | Dezimalziffer                           | links nach rechts           | MASARAM GONDI DIGIT ZERO           | Masaram-Gondi-Ziffer Null                |
| U+11D51 (73041) | 𑵑               | Dezimalziffer                           | links nach rechts           | MASARAM GONDI DIGIT ONE            | Masaram-Gondi-Ziffer Eins                |
| U+11D52 (73042) | 𑵒               | Dezimalziffer                           | links nach rechts           | MASARAM GONDI DIGIT TWO            | Masaram-Gondi-Ziffer Zwei                |
| U+11D53 (73043) | 𑵓               | Dezimalziffer                           | links nach rechts           | MASARAM GONDI DIGIT THREE          | Masaram-Gondi-Ziffer Drei                |
| U+11D54 (73044) | 𑵔               | Dezimalziffer                           | links nach rechts           | MASARAM GONDI DIGIT FOUR           | Masaram-Gondi-Ziffer Vier                |
| U+11D55 (73045) | 𑵕               | Dezimalziffer                           | links nach rechts           | MASARAM GONDI DIGIT FIVE           | Masaram-Gondi-Ziffer Fünf                |
| U+11D56 (73046) | 𑵖               | Dezimalziffer                           | links nach rechts           | MASARAM GONDI DIGIT SIX            | Masaram-Gondi-Ziffer Sechs               |
| U+11D57 (73047) | 𑵗               | Dezimalziffer                           | links nach rechts           | MASARAM GONDI DIGIT SEVEN          | Masaram-Gondi-Ziffer Sieben              |
| U+11D58 (73048) | 𑵘               | Dezimalziffer                           | links nach rechts           | MASARAM GONDI DIGIT EIGHT          | Masaram-Gondi-Ziffer Acht                |
| U+11D59 (73049) | 𑵙               | Dezimalziffer                           | links nach rechts           | MASARAM GONDI DIGIT NINE           | Masaram-Gondi-Ziffer Neun                |